# Neşerek Kadınefendi
Neşerek Kadınefendi (1848 – 11. června 1876) byla konkubína osmanského sultána Abdulazize.

## Mládí
Neşerek Kadın se narodila v roce 1848 v severním Kavkazu u pobřeží Černého moře v Soči do královské rodiny. Její rodné jméno bylo Nesrin Zevş-Barakay. Byla dcerou prince Ismaila Beye Zevş-Barakaye. Nesrin měla dva bratry, prince Hasana Beye a prince Osmana Pašu, který byl ve službě sultána Abdulhamida II. 
V roce 1859 vyslali Čerkesové delegaci do Istanbulu. Jeden z vyslanců byl i otec Nesrin. Hlavním účelem delegace bylo vydat ruské kriminálníky sultánovi. Nakonec bylo všem beyům, kteří se na delegaci podíleli, přiděleno velké území Osmanské říše a jejich úkolem bylo spravovat danou oblast. Otci Nesrin byla přidělena provincie Silivri, tudíž se jeho rodina přestěhovala z Kavkazu do Istanbulu. 

## Manželství se sultánem
V roce 1868 byla Nesrin provdána za sultána Abdulazize v paláci Dolmabahçe. Manželství bylo čistě politické a mělo symbolizovat mír mezi Osmany a jeho rodinou. Po sňatku byla přejmenována na Neşerek a získala titul Dördüncü Kadınefendi (třetí manželka). Manželství netrvalo ani pár měsíců a sultán se chtěl oženit s další ženou, s princeznou Tevhide Hanım z dynastie Muhammada Alího. Tento sňatek však byl překažen tehdejším velkovezírem Mehmedem Fuadem Pašou, který byl s princeznou Tevhide příbuzný. 
V roce 1872 se společně se svými služebnými a příbuznými prince Müjdedila Loo odstěhovala do města Yozgat, aby vybudovali mešitu Osmaniye. V letech 1872-74 porodila sultánovi dvě děti - Şehzade Mehmed Şevket a princeznu Emine Sultan. V květnu 1876 byl Abdulaziz sesazen z trůnu a o několik dní později zemřel. Neşerek se přestěhovala z paláce Dolmabahçe do paláce Feriye Sultan. 

## Smrt
Neşerek zemřela týden po svém manželovi. Je pohřbena v mauzoleu sultánových manželek v mešitě Yeni. 